# Mimaelara papuana
Mimaelara papuana är en skalbaggsart som beskrevs av Stefan von Breuning 1959. Mimaelara papuana ingår i släktet Mimaelara och familjen långhorningar. Inga underarter finns listade i Catalogue of Life.